# Liste der Monuments historiques in Barges (Haute-Saône)
Die Liste der Monuments historiques in Barges führt die Monuments historiques in der französischen Gemeinde Barges auf.

## Liste der Objekte
| Bezeichnung                           | Beschreibung                                                                                        | Standort                        | Kennzeichnung | Schutzstatus | Datum | Bild |
| ------------------------------------- | --------------------------------------------------------------------------------------------------- | ------------------------------- | ------------- | ------------ | ----- | ---- |
| Glocke                                | Bronze, 1741 gegossen                                                                               | in der Kirche St-Vallier (Lage) | PM70000093    | Classé       | 1942  |      |
| Gemälde Triumph des heiligen Valerius | Ölfarbe auf Leinwand, Ende des 18. Jahrhunderts                                                     | in der Kirche St-Vallier (Lage) | PM70002102    | Inscrit      | 2005  |      |
| Skulptur Heiliger Valerius            | Holz, farbig gefasst und vergoldet, Ende des 18. Jahrhunderts                                       | in der Kirche St-Vallier (Lage) | PM70002103    | Inscrit      | 2005  |      |
| Skulptur Madonna mit Kind             | Holz, farbig gefasst und vergoldet, Ende des 18. Jahrhunderts                                       | in der Kirche St-Vallier (Lage) | PM70002104    | Inscrit      | 2005  |      |
| Skulptur Heiliger Claudius            | Holz, farbig gefasst, 18. Jahrhundert                                                               | in der Kirche St-Vallier (Lage) | PM70002105    | Inscrit      | 2005  |      |
| Skulptur Heiliger Nikolaus            | Holz, farbig gefasst, 18. Jahrhundert                                                               | in der Kirche St-Vallier (Lage) | PM70002106    | Inscrit      | 2005  |      |
| Gemälde Heiliger Franz-Xaver          | Ölfarbe auf Leinwand, Ende des 18. Jahrhunderts                                                     | in der Kirche St-Vallier (Lage) | PM70002107    | Inscrit      | 2005  |      |
| Kommunionbank                         | Schmiedeeisen, 18. Jahrhundert; demontiert und eingelagert bzw. in Zweitverwendung auf dem Friedhof | in der Kirche St-Vallier (Lage) | PM70002108    | Inscrit      | 2005  |      |
| Weihwasserbecken                      | Stein, um 1700                                                                                      | in der Kirche St-Vallier (Lage) | PM70002109    | Inscrit      | 2005  |      |